# Castillo de Los Arcos
El castillo de Los Arcos es una fortificación situada en el término municipal español de Badajoz, en la provincia homónima (Extremadura). Dista seis kilómetros del pueblo de Almendral por la carretera de Badajoz a Olivenza. Está ubicado junto a Torre de Miguel Sesmero, en el límite oriental de la comarca de Llanos de Olivenza .

## Historia

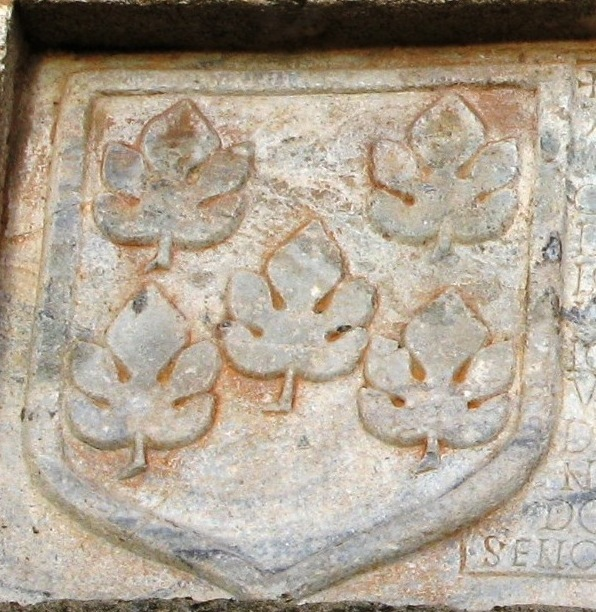
Armas de la Casa de Feria.

El castillo de Los Arcos perteneció al «Señorío de Feria» desde el año 1465 por una donación que hizo Enrique IV que algunos historiadores le llamaron de forma despectiva el impotente'. Mediante una inscripción hecha en una losa en la que se leen las palabras «Lorenzo Suárez» y más adelante la de «Sotomayor» y la cifra 1474 le hicieron deducir al historiador Cooper, junto con otros datos, que el castillo había sido constriuído por Lorenzo Suárez de Figueroa y Sotomayor, sobrino del primer Conde de Feria Lorenzo Suárez de Figueroa y Sotomayor, título concedido por Enrique IV de Castilla, y que el año de terminación había sido el 1474.

## Características

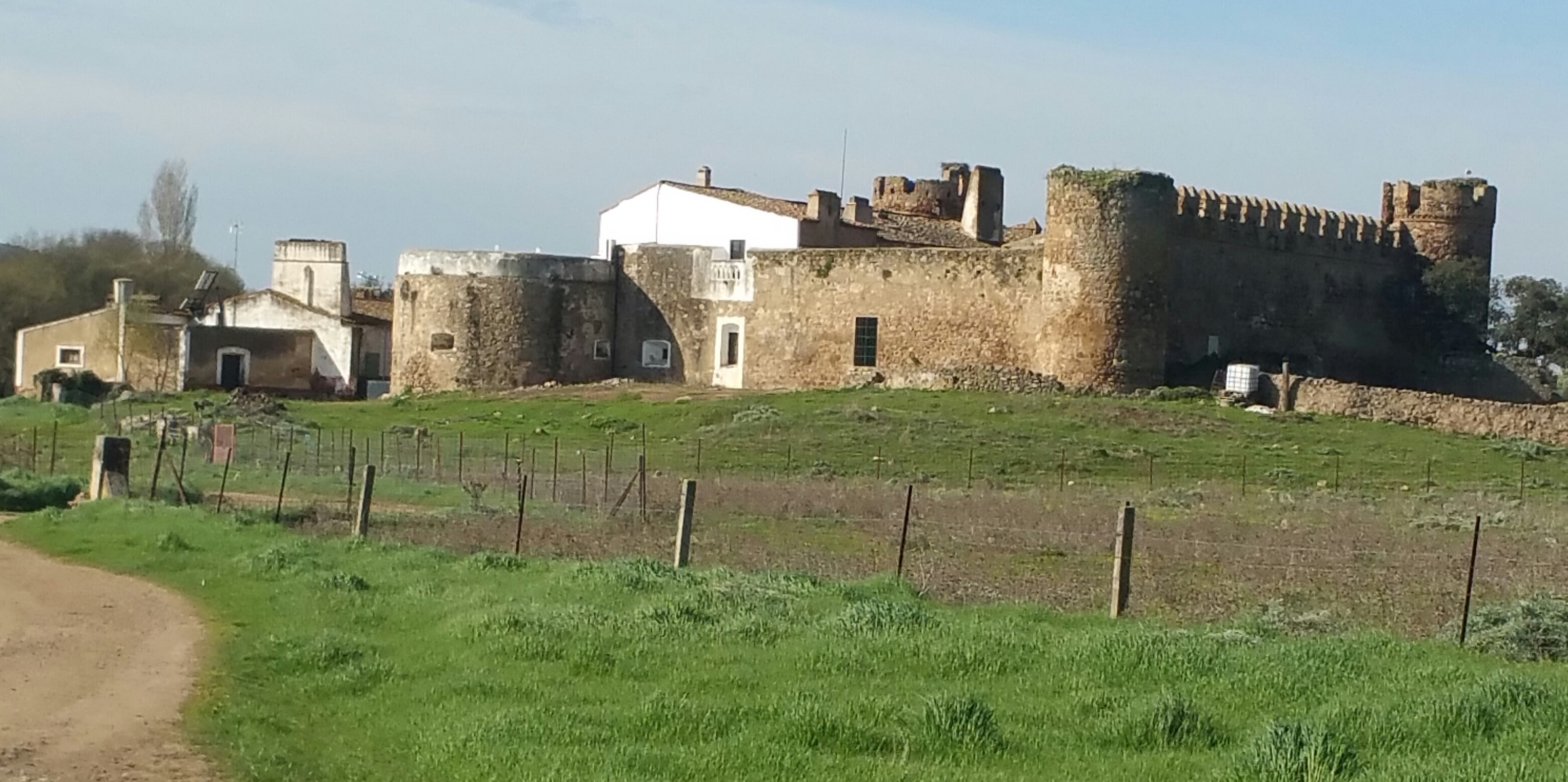
Fachadas este y sur.

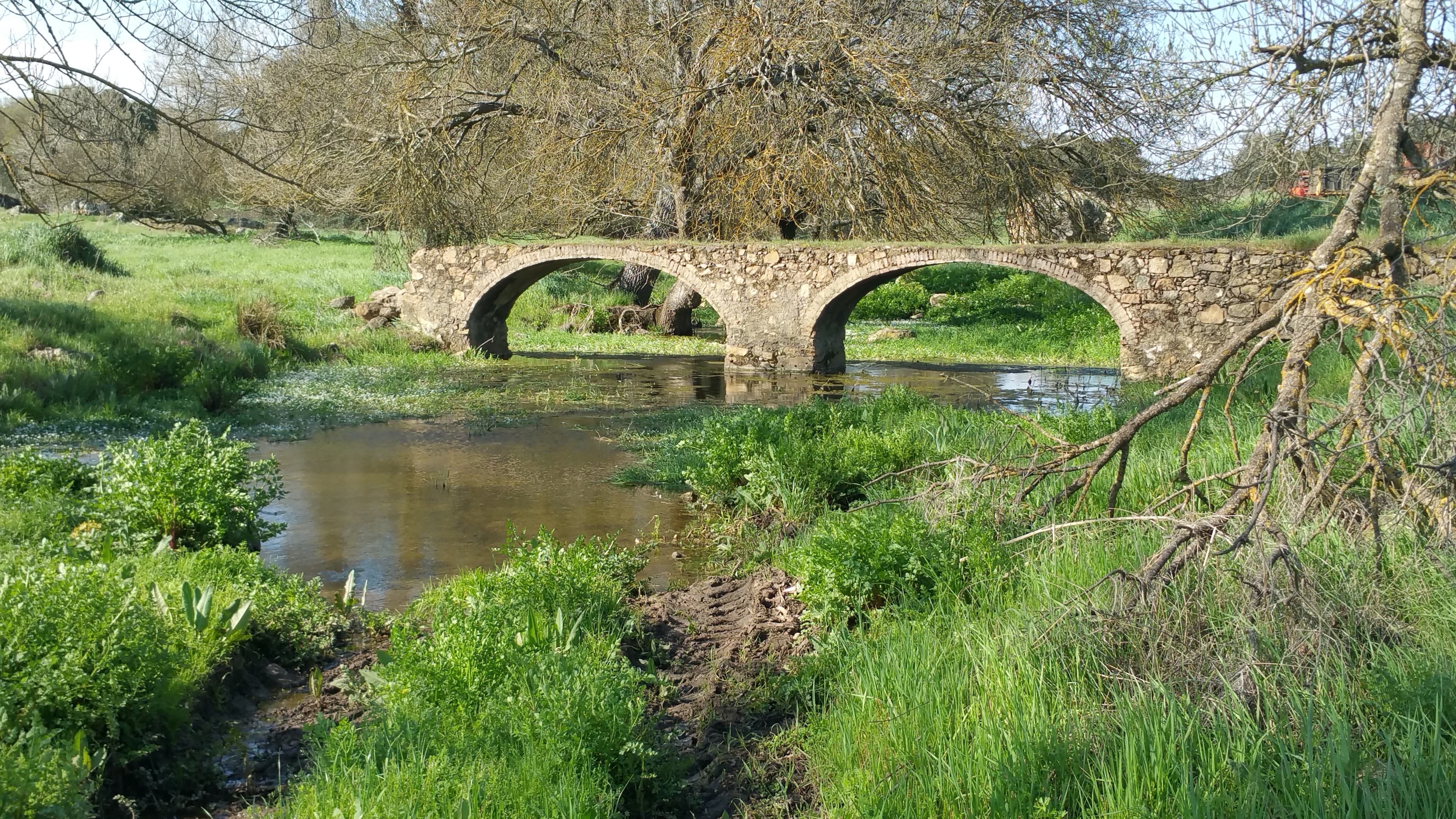
Puente junto al castillo.

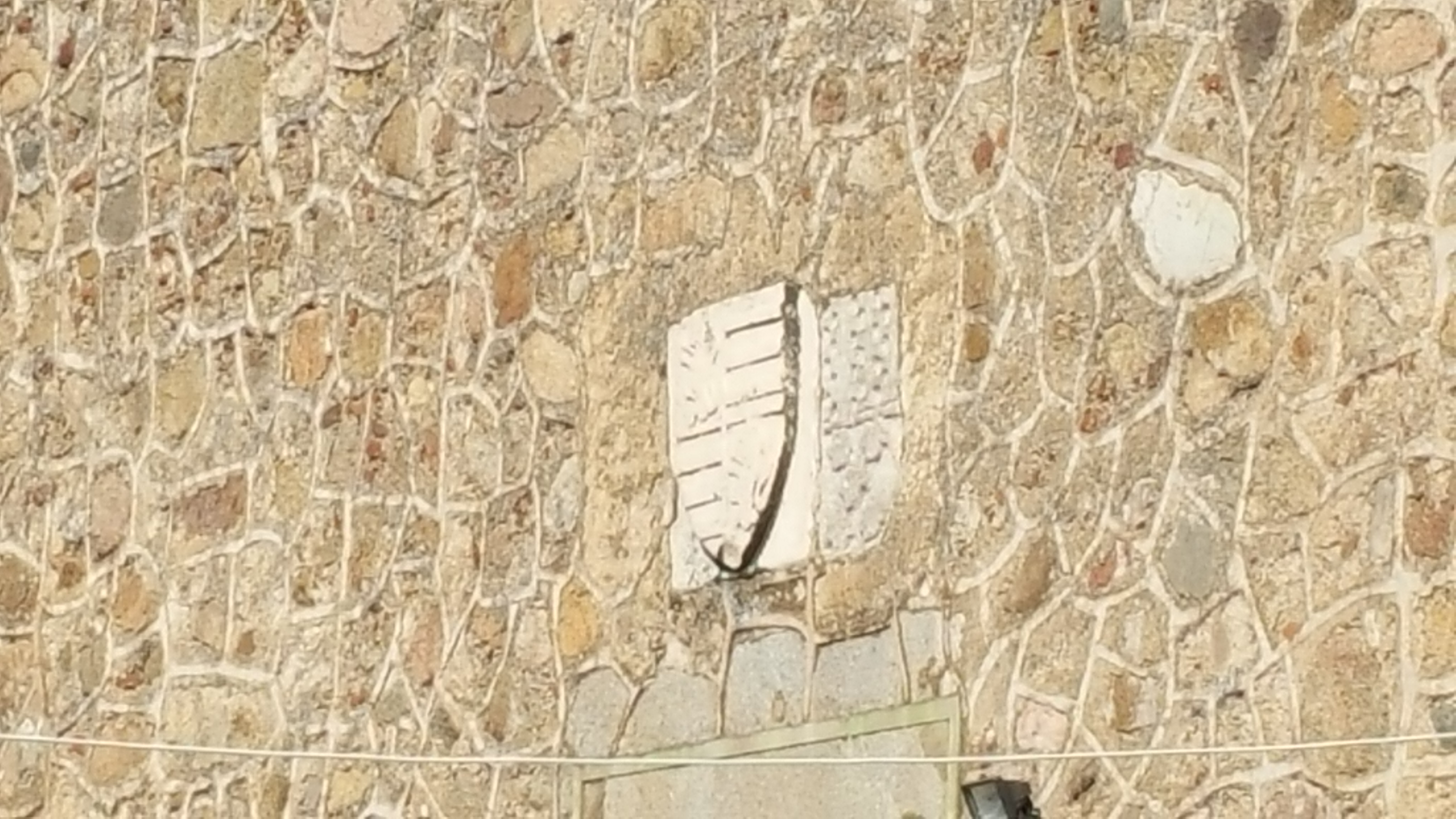
Escudo del castillo.

Es un recinto de planta rectangular, similar al Castillo de Nogales si bien este es de planta cuadrada. Está construido a base de sillería, ladrillos y mampostería. Tiene en sus esquinas cuatro torres o cubos cilíndricos almenados si bien solo dos de ellos conservan las almenas. En el centro del recinto están los restos de lo que fue «Torre del Homenaje» pero totalmente desmochada, de tal forma que no se ve desde lo más alto de lo que permanece edificado de ella el exterior y viceversa. La Torre está rodeada por un foso que se conserva solamente en parte. El castillo se reformó después de las luchas de los Comuneros
En los cuatro lienzos que unen las torres, y en estas también, tiene troneras, unas menores para armas pequeñas y otras de mayor tamaño para el uso de cañones que eran enormes armas de fuego en forma de tubo que podían lanzar proyectiles pesados a largas distancias.
A pesar de la austeridad exterior que ofrecen estos castillos bajo-medievales, este de «Los Arcos» tiene un detalle interesante de que aporta una nota decorativa: a lo largo de todo el recinto hay una serie de pequeños canecillos situados entre ladrillos; también ofrece un detalle decorativo el cuidadoso acabado de algunas ventanas a base de ladrillos situados de canto alrededor de todas ellas. También dispone de ladrillos aplantillados y juntos ofrecen formas de baquetones. En la parte superior de la puerta principal tiene un blasón pero está girado 90 grados en el que están las armas de los «Figueroa» arriba y las de los «Sotomayor» abajo, de tal forma que si se sitúa en la posición aparecen los «Figueroa» a la derecha y los «Sotomayor» a la izquierda. Encima de este escudo hay otro que no es posible identificar.

## Protección.
El castillo está bajo la protección de la Declaración genérica del Decreto de 22 de abril de 1949, y la Ley 16/1985 sobre el Patrimonio Histórico Español si bien ya lo estaba como Bienes de Interés Cultural del antiguo Ministerio de Educación, Cultura y Deporte de España.